# 齐飞 (燃烧学家)
齐飞（1968年1月—），安徽桐城人，民盟盟员，享受国务院政府特殊津贴专家，上海交通大学讲席教授。

## 生平
1991年本科毕业于安徽师范大学，同年考取中国科学技术大学研究生，于1997年获博士学位，随后进入中国科学技术大学国家同步辐射实验室工作。1998年至2003年，先后在美国劳伦斯伯克利国家实验室和桑迪亚国家实验室访问研究。2003年通过中国科学院“百人计划”引进回国，任中国科学技术大学国家同步辐射实验室教授。2015年调至上海交通大学，任机械与动力工程学院教授、博士生导师。2021年10月，任上海交通大学学生创新中心主任。
2022年7月，当选民盟上海市第十六届委员会副主委。2023年1月，当选上海市第十六届人民代表大会常务委员。

## 学术贡献
主要从事燃烧诊断、燃烧反应动力学和燃烧不稳定性研究。曾受邀在第34届国际燃烧会议做1小时大会特邀报告，是中国首位国际燃烧会议大会特邀报告人。主持基金委重大科研仪器研制项目、国家杰出青年科学基金项目、国家自然科学基金委重点项目、国家自然科学基金委重大研究计划重点项目等项目多项，在Science、Progress in Energy and Combustion Science等国际期刊发表论文350余篇。

## 社会兼职
国务院学位委员会第七届学科评议组成员，中国工程热物理学会常务理事，中国化学会燃烧化学专业委员会副主任，国际燃烧学会秘书长兼中国分会主席，《Applications in Energy and Combustion Science》、《Proceedings of the Combustion Institute》主编。

## 奖项与荣誉
- 2006年，入选“新世纪百千万人才工程”国家级人选
- 2008年，获首届吴仲华优秀青年学者奖[8]
- 2009年，获第二届中国化学会张存浩化学动力学奖-青年科学家奖
- 2012年，当选美国物理学会会士（APS fellow）[9]
- 2013年，入选中国科学院院士增选有效候选人名单[10]
- 2013年，获安徽省科学技术一等奖（第一完成人）[11]
- 2018年，当选国际燃烧学会会士[12]
- 2018年，获国家自然科学二等奖（第一完成人）[13]
- 2019年，入选国家“万人计划”科技创新领军人才[14]
- 2021年，获洪堡研究奖[15]